# Hongkong ved sommer-OL 2012
Hongkong deltog ved Sommer-OL 2012 i London som blev arrangeret i perioden 27. juli til 12. august 2012. 

## Medaljer
| 2012 London | Guld | Sølv | Bronze | Total |
| Hongkong    | 0    | 0    | 1      | 1     |

### Medaljevinderne
| Hongkong ved OL 2012 i London | Hongkong ved OL 2012 i London | Hongkong ved OL 2012 i London | Hongkong ved OL 2012 i London | Hongkong ved OL 2012 i London |
| Medaljer                      | Atlet                         | Sport                         | Øvelse                        | Resultat                      |
| ----------------------------- | ----------------------------- | ----------------------------- | ----------------------------- | ----------------------------- |
| Bronze                        | Lee Wai Sze                   | Cykling                       | Keirin kvinder                |                               |